# تارکووک
تارکووک (به لهستانی:  Tarkówek) یک روستا در لهستان است که در گمینا پژسمکی واقع شده‌است.